# Litvánia az 1928. évi téli olimpiai játékokon
Litvánia a svájci St. Moritzban megrendezett 1928. évi téli olimpiai játékok egyik részt vevő nemzete volt. Az országot az olimpián 1 sportágban 1 sportoló képviselte, aki érmet nem szerzett. Litvánia először vett részt a téli olimpiai játékokon.

## Gyorskorcsolya
| Versenyző       | Versenyszám | Eredmény | Helyezés |
| --------------- | ----------- | -------- | -------- |
| Kęstutis Bulota | 500 m       | 50,1     | 28.*     |
| Kęstutis Bulota | 1500 m      | 2:40,9   | 25.      |
| Kęstutis Bulota | 5000 m      | 9:49,8   | 25.      |

* - egy másik versenyzővel azonos eredményt ért el